# ロンジュン
ロンジュン（朝鮮語：런쥔、2000年3月23日 - ）は、韓国で活動している中国吉林省吉林市出身の歌手。男性アイドルグループNCTのメンバー。SMエンタテインメント所属。本名は黄仁俊（ファン・ロンジュン、こう じんしゅん、漢字の朝鮮語読み：황인준、ファン・インジュン、英語：Huang Ren-jun）。2016年8月、NCT DREAMでデビュー。2023年2月、日本デビュー。

## 来歴
2000年3月23日、吉林省吉林市生まれ。

### 2015年
韓国の芸能事務所SMエンタテインメントのグローバルオーディションに参加。オーディションでは「Growl」、「Overdose」、「RINGA LINGA」を踊った。

### 2016年
8月21日、NCTの青少年ユニットNCT DREAMのデビューメンバーとして公開された。
8月25日、Mnet『M COUNTDOWN』でデビューユニットNCT DREAMがデビュー曲「Chewing Gum」を披露し正式デビュー。

### 2017年
5月23日より、CJグループと韓国文化産業交流財団による「優しい韓流官民協力プロジェクト」に参加し、チョンロと中国の南京を訪問、子供たちとK-POPを通じた文化交流を行った。
8月、北京市現代音楽学校に入学した。

### 2018年

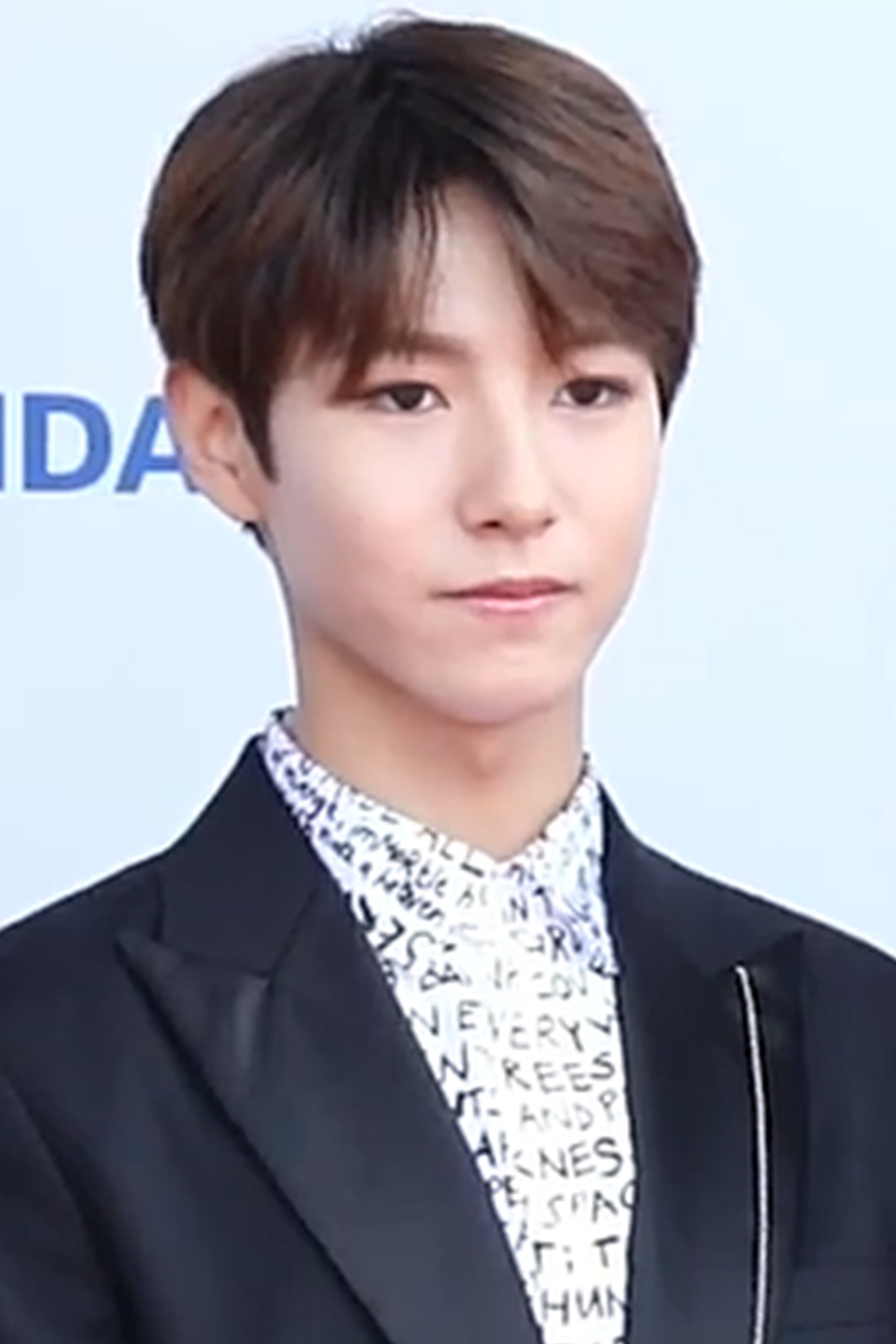
2018年5月、ドリームコンサートにて

12月13日、SM STATIONシーズン3を通じて公開されたアニメ『トロール』の劇中歌、「Hair in the Air」に参加。

### 2019年
8月5日より、TBS eFM（101.3MHz）のラジオ番組『乐动首尔』のレギュラーDJを務めた。
8月25日、中国のデジタルファッションマガジン『瑞丽Young』の表紙を飾った。
10月、チョンロと瀋陽市のウォーターパーク「欧亜菲温泉水世界」のイメージキャラクターに就任した。

### 2020年
1月22日、所属ユニットNCT DREAMが日本公演記念アルバム『THE DREAM』を発売。
5月20日、北京市現代音楽学校の卒業制作として「新的开始」を発表。同校を卒業した。
5月27日、新浪微博のアカウントを開設した。
10月19日、NCT Uとして参加した「From Home」のミュージックビデオが公開された。

### 2021年
6月24日、インスタグラムの個人アカウントを開設した。
12月27日発売、ウィンターアルバム『2021 Winter SMTOWN : SMCU EXPRESS』の収録曲「Goodbye」に参加した。

### 2022年
12月26日発売、SMTOWNのウィンターアルバム『 2022 Winter SMTOWN : SMCU PALACE 』の収録曲「Happier」に参加した。

### 2023年
2月8日、所属ユニットNCT DREAMが日本デビューシングル『Best Friend Ever』を発売した。
9月26日、中国で開催された「微博音楽盛典（Weibo Music Awards）」 で「年度推荐人气艺人荣誉」を受賞した。
12月6日、「NCT LAB」よりNCT Uとして参加した「Marine Turtle」が公開された。

### 2024年
4月20日、所属事務所SMエンタテインメントが、ロンジュンが体調不良・不安症状の休養のため、一時的に活動を休止すると発表した。
6月11日、ファンコミュニケーションプラットフォーム「bubble」にてパニック障害とうつ病であることを公表した。
8月9日、所属事務所SMエンタテインメントが、ロンジュンが十分な休息期間を持って回復に集中しており、現在は健康状態が大きく好転しているとして、活動復帰を予告した。
8月23日発売、NCT DREAMの米シングル「Rains in Heaven」に参加した。
10月7日、所属事務所SMエンタテインメントが、ロンジュンが活動再開することを発表した。

## 人物
身長171cm。血液型はO型。
子供の頃の夢は歌手で「スター」になることだった。EXOを見てSMエンタテインメントに必ず入社しなければならないと思ったという。
幼い頃は、朝鮮語を学ぶほかに韓国音楽にも関心があり、特に世界的に成功したEXOの中国人メンバーであるレイの影響を受けた。　
朝鮮語を流暢に話す。子供の頃から朝鮮語を話していたので、渡韓してすぐに朝鮮語を上手に話すことができたという。

### 趣味・特技
趣味は映画鑑賞。特技はフラフープを回しながら走ること、絵を描くこと。
ファンからは「ロンカソ」と呼ばれるほど絵の才能があり、2020年にはアプリケーション「アイドルピック」での「才能限度超過! 絵が上手なアイドルは？」部門の投票で1位を獲得した。

### 嗜好
好きな食べ物は火鍋、麻辣燙、タルゴナ（カルメ焼き）、ジャスミンティー。
苦手な食べ物はパクチー。
好きなアーティストはワン・ダイレクション。
好きな映画は『アバターシリーズ』。好きなキャラクターはムーミン。

### ニックネーム
ニックネームは「純粋少年」、「東北大哥（東北兄貴、東北のお兄さん）」。
「世界を照らすロンジュン」と自己紹介をすることが多い。
デビュー時は八重歯だった。
右手にアザがある。
恥ずかしくなったときについやってしまう行動は、もみあげを触ること。

## 参加作品

### NCT U
| 公開日 | 公開日   | タイトル              | 収録アルバム             | ミュージックビデオ |
| ------ | -------- | --------------------- | ------------------------ | ------------------ |
| 2020年 | 10月12日 | Faded In My Last Song | NCT 2020 Resonance Pt. 1 | -                  |
| 2020年 | 10月12日 | From Home             | NCT 2020 Resonance Pt. 1 | From Home          |
| 2020年 | 11月23日 | Raise the Roof        | NCT 2020 Resonance Pt. 2 | -                  |
| 2020年 | 11月23日 | My Everything         | NCT 2020 Resonance Pt. 2 | -                  |
| 2021年 | 12月14日 | Know Now              | Universe                 | -                  |
| 2021年 | 12月14日 | Good Night            | Universe                 | -                  |
| 2023年 | 8月28日  | Kangaroo              | Golden Age               | -                  |
| 2023年 | 8月28日  | Not Your Fault        | Golden Age               | -                  |
| 2023年 | 12月6日  | Marine Turtle         | -                        | Marine Turtle      |

### コラボレーション
- 「Hair in the Air」（2018年、イェリ・ロンジュン・ジェノ・ジェミン）[9]
- 「Goodbye」（2021年、サニー・ジョンウ・ロンジュン）[18]
- 「Happier」（2022年、Kangta、イェソン、スホ、テイル、ロンジュン）

### カバー
- トロイ・シヴァン「FOOLS」（2020年7月23日）[42][2]
- d.ear「12월 24일」（2020年12月24日、ドヨン・ジョンウ・チョンロと）[43]
- Eric周兴哲「永不失联的爱 (Unbreakable Love)」（2021年8月3日、シャオジュンと）[44]
- 이선희「인연」（2022年4月2日）[45]
- 薛之谦「认真的雪 (인진적설)」（2022年4月2日）[46]
- RADWIMPS「なんでもないや」(2023年3月3日)[47]
- JVKE「Golden Hour」（2023年11月15日）[48]
- 東方神起「Begin ～Again Version～」（2024年5月20日、ヘチャン・チョンロ・チソンと）[49]

## 出演

### テレビ番組
- JTBC『アイドルルーム』 - 「ハロー外国人アイドル」特集（2019年4月16日）[50]
- 浙江衛星テレビ『听说很好吃3』（2023年9月）[33]
- MBC『私は一人で暮らす〜シングル男のハッピーライフ〜』（2023年11月3日）[51]
- 江蘇省放送テレビ総局『江苏卫视春晚』（2024年1月22日）
- 江蘇省放送テレビ総局『元宵晚會』（2024年2月24日）

### ラジオ番組
- SBSパワーFM『チェ・ファジョンのパワータイム』（2020年5月13日）[52]。
- TBS eFM『乐动首尔』 - レギュラーDJ

### 雑誌掲載
- 『Arena Homme +』（2018年）
- 『瑞丽Young』- 表紙（電子書籍、2019年）
- 『Arena Homme +』（2020年）
- 『ELLE idol』- 表紙（電子書籍、2021年）
- 『LOADING China Magazine』- 表紙（2023年）
- 『Moevir China Magazine』- 表紙（2023年10月号）

### イベント
| 年   | イベント名         | 開催日  | 開催場所   | 参考   |
| ---- | ------------------ | ------- | ---------- | ------ |
| 2023 | Weibo Music Awards | 9月26日 | 中国・北京 | [ 20 ] |

### スペシャルステージ
- NCT DREAM「Chewing Gum (Chinese Ver.)」- 浙江衛星テレビ『听说很好吃3』（2023年9月、チョンロと）
- NCT DREAM「Beatbox (English Ver.)」- 浙江衛星テレビ『听说很好吃3』（2023年9月、チョンロと）
- 張傑「这就是爱」- 浙江衛星テレビ『听说很好吃3』（2023年11月、チョンロと）

## 受賞歴
- 微博音楽盛典（Weibo Music Awards） - 年度推荐人气艺人荣誉（2023年）[20]

## 広告

### イメージキャラクター
- 欧亜菲温泉水世界（ウォーターパーク、瀋陽市）

### コラボレーション
- 百度地図（地図検索エンジン、オーディオガイド）